# 파이널 환타지 (영화)
《파이널 환타지》(영어: Final Fantasy: The Spirits Within)는 일본에서 제작된 사카구치 히로노부 감독의 2001년 애니메이션, SF, 판타지 영화이다. 밍나 웬 등이 주연으로 출연하였고 사카구치 히로노부 등이 제작에 참여하였다.

## 줄거리
2065년, 지구는 팬텀으로 알려진 외계 생명체에 의해 점령된다. 팬텀은 물리적 접촉을 통해 살아있는 존재의 가이아 정신을 흡수하여 즉사시키지만, 가벼운 접촉은 감염만 유발할 수도 있다. 살아남은 인간들은 팬텀의 침입을 막는 에너지 보호막으로 보호되는 "장벽 도시"에 살며, 행성을 해방시키기 위한 지속적인 투쟁에 참여한다. 실험 중 팬텀에게 감염된 과학자 아키 로스 박사와 그녀의 스승인 시드 박사는 여덟 가지 영혼, 즉 다양한 생명체가 포함하는 독특한 에너지 패턴을 수집하여 팬텀을 물리칠 방법을 발견한다. 이들을 결합하면 생성되는 에너지 파동이 팬텀을 무효화할 수 있다. 아키는 뉴욕 시 폐허에서 여섯 번째 영혼을 찾다가 팬텀에게 궁지에 몰리지만, 그레이 에드워즈 대위와 라이언 휘태커 병장, 닐 플레밍, 제인 프라우드풋 병사로 구성된 그의 특공대 딥 아이즈에 의해 구출된다. 그레이는 한때 아키와 연인 관계였던 것으로 드러난다.
자신의 장벽 도시로 돌아온 아키는 시드와 함께 더글러스 하인 장군과 함께 지도부 회의에 참석한다. 하인은 우주정거장에 있는 강력한 무기인 제우스 캐논을 사용하여 팬텀을 파괴하려 하지만, 시드는 캐논이 지구의 가이아(생태계를 나타내는 정신)를 손상시킬까 우려한다. 아키는 자신이 감염되었으며 수집된 영혼이 감염을 안정적으로 유지하고 있음을 밝혀 캐논 사용을 지연시키고, 팬텀을 물리칠 다른 방법이 있을 수 있다고 의회를 설득한다. 그러나 이 폭로는 하인이 그녀가 팬텀에 의해 조종되고 있다고 잘못 결론 내리게 한다. 아키와 딥 아이즈 특공대는 아키의 감염이 악화되고 의식을 잃기 시작하면서 일곱 번째 영혼을 찾는 데 성공한다. 그녀의 꿈은 팬텀이 파괴된 행성의 파편에 실려 지구로 온 죽은 외계인의 영혼임을 보여준다. 시드는 일곱 번째 영혼을 사용하여 아키의 감염을 다시 통제하고 그녀를 되살린다.
하인은 의회가 제우스 캐논 발사를 승인하도록 겁주기 위해 도시를 보호하는 방어막의 일부를 내린다. 하인은 소수의 팬텀만 들어오게 할 의도였지만, 그의 계획은 틀어져 수많은 팬텀이 도시 전체를 침공한다. 아키, 시드, 딥 아이즈는 탈출 수단인 아키의 우주선에 도달하려 하지만, 라이언, 닐, 제인은 팬텀에게 살해당한다. 하인은 탈출하여 제우스 캐논의 우주정거장에 탑승하고, 마침내 캐논 발사 승인을 받는다.
시드는 외계 소행성이 지구에 충돌한 카스피해 산맥의 분화구에서 여덟 번째 영혼을 발견한다. 그는 아키와 그레이를 태운 보호 차량을 분화구로 내려보내 마지막 영혼을 찾는다. 그들이 도달하기 직전, 하인은 제우스 캐논을 분화구에 발사하여 여덟 번째 영혼을 파괴했을 뿐만 아니라 팬텀 가이아를 드러낸다. 아키는 팬텀 고향 행성의 환영을 보고, 그곳에서 자신 안에 있는 외계 입자로부터 여덟 번째 영혼을 받을 수 있게 된다. 아키가 깨어나자, 그녀와 그레이는 그것을 다른 일곱 영혼과 결합한다. 하인은 과열 경고에도 불구하고 제우스 캐논을 계속 발사하여 의도치 않게 캐논과 자신을 파괴한다. 그레이는 완성된 영혼을 외계 가이아로 물리적으로 전달하는 데 필요한 매개체로 자신을 희생한다. 지구의 가이아는 정상으로 돌아오고, 팬텀은 마침내 평화롭게 우주로 상승한다. 아키는 그레이의 시신을 안고 분화구에서 끌려 나오며, 새로 해방된 세상을 바라본다.

## 출연
- 밍나 웬 - 아키
- 알렉 볼드윈 - 그레이
- 빙 라메스 - 라이언
- 스티브 부세미 - 닐
- 페리 길핀 - 제인
- 도날드 서덜랜드 - 시드
- 제임스 우즈 - 하인
- 키스 데이빗 - 의원
- 진 시몬즈 - 의원
- 맷 맥켄지 - 엘리엇

## 기타
- 사운드디자인: 랜디 돔
- 미술: 모로 보렐리
- 시각효과부문: 김종보
- 배역: 잭 플레처

## 한국판 성우진(MBC)
- 우정신 - 아키(밍나 웬)
- 송준석 - 그레이(알렉 볼드윈)
- 김태훈 - 시드 박사(도널드 서덜랜드)
- 신성호 - 하인(제임스 우즈)
- 정희선 - 의원(진 시몬스)
- 박영화 - 의원(제임스 우즈)
- 최석필 - 라이언(빙 라메스)
- 김호성 - 닐(스티브 부세미)
- 김용준 - 엘리엇(맷 맥켄지)
- 엄현정 - 제인(페리 길핀)
- 정재헌 - 기술자
- 이원찬 - 군인
- 양준건 - 과학자
- 류승곤 - 과학자
- 이민하 - 과학자

## 같이 보기
- 비디오 게임을 원작으로 한 영화 목록